# Rijksbeschermd gezicht Goes - Oostsingel
Gezicht Goes - Oostsingel is een van rijkswege beschermd stadsgezicht in Goes in de Nederlandse provincie Zeeland. De procedure voor aanwijzing werd gestart op 8 april 2005. Het gebied werd op 5 december 2007 definitief aangewezen. Het beschermd gezicht beslaat een oppervlakte van 1,8 hectare.
Panden die binnen een beschermd gezicht vallen krijgen niet automatisch de status van beschermd monument. Wel zal de gemeente het bestemmingsplan aanpassen om nieuwe ontwikkelingen in het gebied te reguleren. De gezichtsbescherming richt zich op de stedenbouwkundige en cultuurhistorische waardering van een gebied en wil het toekomstig functioneren daarvan veiligstellen.